# Счастливого плавания!
«Счастливого плавания!» — советский художественный фильм режиссёра Николая Лебедева. Вышел на экраны 28 октября 1949 года.

## Сюжет
Воспитанники нахимовского училища узнают о подвиге юного Сергея Столицына и приглашают его учиться к ним. Однако первая их встреча едва не заканчивается дракой. Драку предотвращает командир роты капитан 3-го ранга Левашов.
Чтобы завязать отношения с Сергеем, Борис Лавров посвящает его в тайну 5-й роты — их наблюдательный пост. С его помощью они хотят первыми известить начальника училища о прибытии миноносца «Адмирал Нахимов». Во время одного из уроков они принимают за него баржу с углём. Левашов отправляет воспитанников на разгрузку баржи. Он превращает обыденную разгрузку в увлекательное задание.
Воспитанники пятой роты получают право на почётную вахту. Нахимовец Лавров по ошибке подаёт сигнал тревоги. Подозрение падает на Сергея. Левашов помогает Лаврову найти мужество признаться в своей вине. Сергей первый подаёт Борису руку.
Пятая рота снова выходит в море. Звучит песня нахимовцев: «Солнышко светит ясное, Здравствуй, страна прекрасная!…».

## В ролях
- Пётр Андриевский — начальник Нахимовского училища
- Николай Черкасов — Левашов, командир 5-й роты, капитан 3-го ранга
- Степан Крылов — старшина 1-й статьи Коркин
- Павел Волков — мичман Булат
- Михаил Бойцов — Сергей Столицын
- Игорь Клименков — Борис Лавров
- Сергей Успенский — Федя Снежков
- Юрий Жестовский — Зайцев («Мачта»)
- Витя Цой — Марат Керимов
- Вадим Свирский — Стёпа Сковородкин, пионер
- Иван Савельев — офицер-воспитатель

## Съёмочная группа
- Режиссёр-постановщик — Николай Лебедев
- Автор сценария — Александр Попов
- Оператор-постановщик — Вениамин Левитин
- Композиторы — В. П. Соловьёв-Седой и Л. А. Ходжа-Эйнатов
- Художник-постановщик — Виктор Савостин
- Звукооператор — А. Островский

## Награды
- Сталинская премия третьей степени (1950)[1].

Премию получили режиссёр Н. И. Лебедев, сценарист А. Ф. Попов, оператор В. Ф. Левитин и актёр Н. К. Черкасов.

## Критика
В газете «Культура и жизнь» писатель и драматург Борис Лавренёв писал: что «Фильм сделан … мягко, с большим тактом и большой теплотой. Очень хорошо показаны обстановка училища и повседневная жизнь будущих военных моряков». Он утверждал: «Студия „Ленфильм“ сделала хорошее дело, выпустив этот фильм, которому обеспечен радостный приём у молодого советского поколения».
В газете «Советское искусство» кинокартина также оценивалась очень положительно и отмечалось, что «её успех вполне закономерен, ибо картина отвечает на запросы советских детей, удовлетворяет их жажду к широкому и глубокому познанию мира». Критик И. Осипов в своей рецензии резюмировал: «„Счастливого плавания“ — фильм большой и серьёзной темы, которая решена простыми и доходчивыми средствами. Его огромное воспитательное значение несомненно, ибо это яркий художественный рассказ рассказ о том, как формируются характеры будущих офицеров советского флота, рассказ, интересный и для юного, и для взрослого зрителя».
Критик Адольф Бейлин писал, что «оптимизмом и творческой силой веет от Левашова» и что актёру Н. Черкасову удалось создать цельный и значительный образ.
Киновед Кира Парамонова называла награждение фильма Государственной премией «победой советской детской кинематографии» и считала, что «успех фильма „Счастливого плавания“ был закономерным». Она утверждала, что «фильм …обладал не только выигрышными зрелищными атрибутами, но по самой своей сути был волнующим детей, глубоким, проблемным произведением». Она также отмечала актёрскую работу Н. Черкасова: «Герой Черкасова — это по-настоящему яркий, умный, интересный человек, идеальный воспитатель, о котором дети могли только мечтать … Настоящий мастер, снимаясь с детьми, получает большое творческое удовлетворение. Так было и с Черкасовым в фильме „Счастливого плавания“…».
Кинорежиссёр Сергей Соловьёв писал, что в детстве его любимым фильмом «был фильм „Счастливого плавания!“, выдающийся соцреалистический гимн во славу юных моряков, нахимовцев».